# Salón Internacional de la Fama del Boxeo

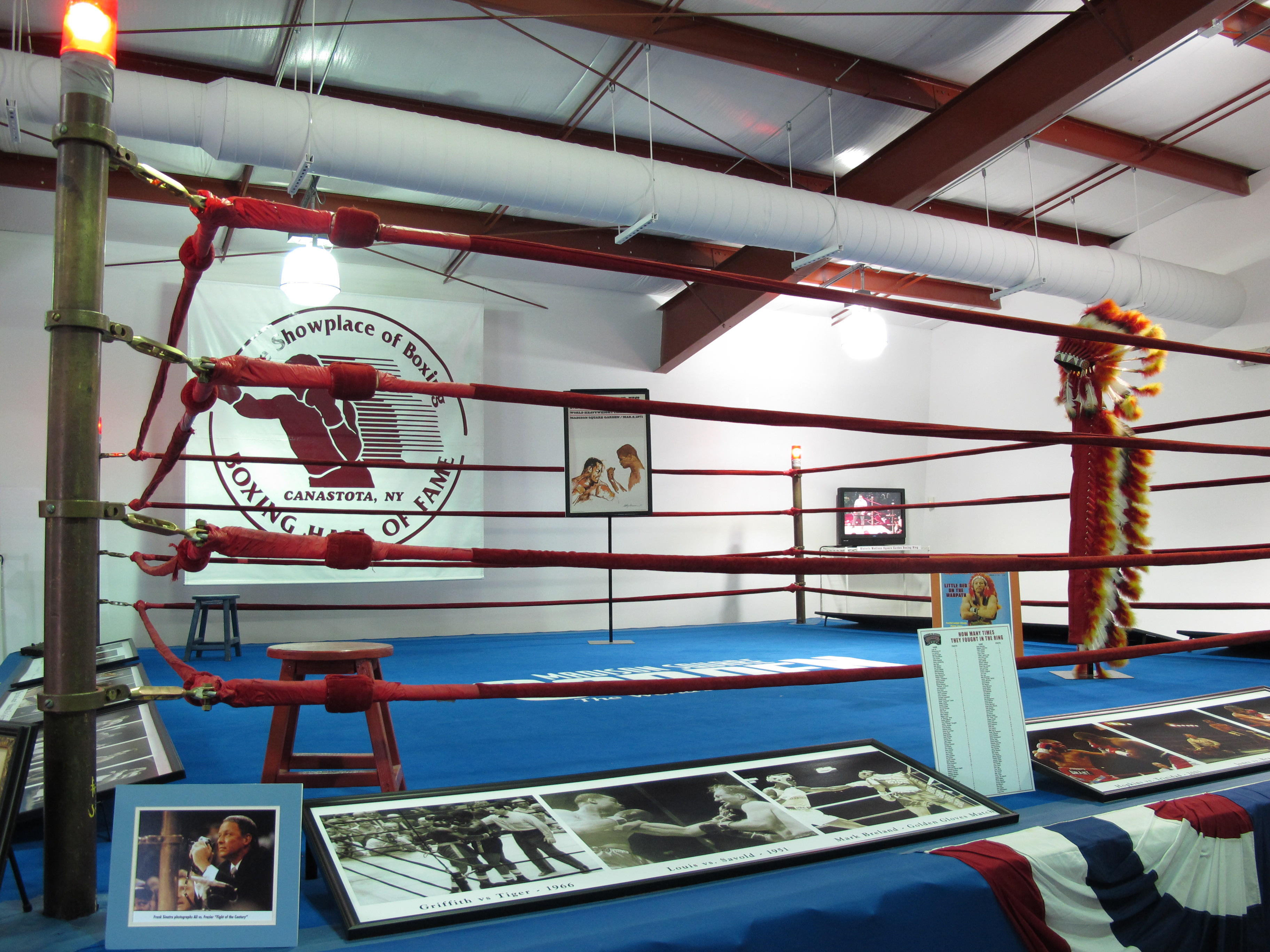
Artículos en exhibición.

El nuevo Salón Internacional de la Fama del Boxeo está ubicado en Canastota, Nueva York, Estados Unidos.
El primer Salón de la Fama del Boxeo fue patrocinado por The Ring y localizado durante décadas en las oficinas del Madison Square Garden en Nueva York. Sin embargo, en 1990, como consecuencia de una iniciativa de Ed Brophy para honrar a los campeones del boxeo del mundo de Canastota, Carmen Basilio y el sobrino de Basilio, Billy Backus, inauguraron en la ciudad de Canastota el nuevo museo, que muestra la rica historia del boxeo.
Cada año se realizan ceremonias en honor a los púgiles y personalidades del boxeo que se convierten en miembros. Estas ceremonias tienen como anfitriones a campeones del mundo del boxeo y celebridades de Hollywood.
El boxeador profesional debe esperar como mínimo cinco años después del retiro para ser elegible para el ingreso en el Salón de la Fama.
La lista del Salón de la Fama incluye:

## Era moderna
| Año Ingreso | Miembro                         | Récord             | Nacionalidad                         |
| ----------- | ------------------------------- | ------------------ | ------------------------------------ |
| 1990        | Muhammad Ali                    | 56–5–0 (37 KO)     | Estados Unidos                       |
| 1990        | Henry Armstrong                 | 150–21–10 (101 KO) | Estados Unidos                       |
| 1990        | Musse Noory                     | 56–16–7 (35 KO)    | Estados Unidos                       |
| 1990        | Ezzard Charles                  | 93–25–1 (52 KO)    | Estados Unidos                       |
| 1990        | Billy Conn                      | 64–11–1 (15 KO)    | Estados Unidos                       |
| 1990        | Bob Foster                      | 56–8–1 (46 KO)     | Estados Unidos                       |
| 1990        | Joe Frazier                     | 32–4–1 (27 KO)     | Estados Unidos                       |
| 1990        | Kid Gavilán                     | 108–30–5 (28 KO)   | Cuba                                 |
| 1990        | Emile Griffith                  | 85–24–2 (23 KO)    | Islas Vírgenes de los Estados Unidos |
| 1990        | Jake LaMotta                    | 83–19–4 (30 KO)    | Estados Unidos                       |
| 1990        | Joe Louis                       | 66–3–0 (52 KO)     | Estados Unidos                       |
| 1990        | Rocky Marciano                  | 49–0–0 (43 KO)     | Estados Unidos                       |
| 1990        | Carlos Monzón                   | 87–3–9 (59 KO)     | Argentina                            |
| 1990        | Archie Moore                    | 185–23–10 (131 KO) | Estados Unidos                       |
| 1990        | José "El Mantequilla" Nápoles   | 81–7–0 (54 KO)     | Cuba · México                        |
| 1990        | Willie Pep                      | 229–11–1 (65 KO)   | Estados Unidos                       |
| 1990        | "Sugar" Ray Robinson            | 173–19–6 (108 KO)  | Estados Unidos                       |
| 1990        | Sandy Saddler                   | 144–16–2 (103 KO)  | Estados Unidos                       |
| 1990        | "Jersey" Joe Walcott            | 51–18–2 (32 KO)    | Estados Unidos                       |
| 1990        | Ike Williams                    | 127–24–4 (61 KO)   | Estados Unidos                       |
| 1991        | Marcel Cerdan                   | 111–4–0 (65 KO)    | Francia                              |
| 1991        | Gene Fullmer                    | 55–6–3 (24 KO)     | Estados Unidos                       |
| 1991        | Rocky Graziano                  | 67–10–6 (52 KO)    | Estados Unidos                       |
| 1991        | Beau Jack                       | 91–24–5 (44 KO)    | Estados Unidos                       |
| 1991        | Sonny Liston                    | 50–4–0 (39 KO)     | Estados Unidos                       |
| 1991        | Rubén "El Puas" Olivares        | 89–13–3 (79 KO)    | México                               |
| 1991        | Carlos Ortíz                    | 61–7–1 (30 KO)     | Puerto Rico                          |
| 1991        | Floyd Patterson                 | 55–8–1 (40 KO)     | Estados Unidos                       |
| 1991        | Salvador Sánchez                | 44–1–1 (32 KO)     | México                               |
| 1991        | Dick Tiger                      | 60–19–3 (27 KO)    | Nigeria                              |
| 1991        | Tony Zale                       | 67–18–2 (45 KO)    | Estados Unidos                       |
| 1992        | Alexis Argüello                 | 77–8–0 (72 KO)     | Nicaragua                            |
| 1992        | Nino Benvenuti                  | 82–7–1 (35 KO)     | Italia                               |
| 1992        | Charley Burley                  | 83–12–2 (50 KO)    | Estados Unidos                       |
| 1992        | Billy Graham                    | 102–15–9 (27 KO)   | Estados Unidos                       |
| 1992        | Éder Jofre                      | 72–2–4 (50 KO)     | Brasil                               |
| 1992        | Ken Norton                      | 42–7–1 (33 KO)     | Estados Unidos                       |
| 1992        | Max Schmeling                   | 56–10–4 (40 KO)    | Alemania                             |
| 1993        | Gabriel Elorde                  | 89–27–2 (33 KO)    | Filipinas                            |
| 1993        | Joey Giardello                  | 100–26–8 (33 KO)   | Estados Unidos                       |
| 1993        | "Marvelous" Marvin Hagler       | 62–3–2 (52 KO)     | Estados Unidos                       |
| 1993        | Harold Johnson                  | 76–11–0 (32 KO)    | Estados Unidos                       |
| 1993        | Fritzie Zivic                   | 158–65–9 (82 KO)   | Estados Unidos                       |
| 1994        | Jack "Kid" Berg                 | 157–26–9 (61 KO)   | Inglaterra                           |
| 1994        | Joey Maxim                      | 82–29–4 (21 KO)    | Estados Unidos                       |
| 1994        | Michael Spinks                  | 31–1–0 (21 KO)     | Estados Unidos                       |
| 1994        | Carlos Zárate                   | 66–4–0 (63 KO)     | México                               |
| 1995        | Wilfredo Gómez                  | 44–3–1 (42 KO)     | Puerto Rico                          |
| 1995        | "Fighting" Harada               | 55–7–0 (22 KO)     | Japón                                |
| 1995        | Bob Montgomery                  | 75–19–3 (37 KO)    | Estados Unidos                       |
| 1995        | Pascual Pérez                   | 84–7–1 (57 KO)     | Argentina                            |
| 1996        | Wilfred Benítez                 | 53–8–1 (31 KO)     | Puerto Rico                          |
| 1996        | Joe Brown                       | 116–47–13 (53 KO)  | Estados Unidos                       |
| 1996        | Manuel Ortiz                    | 100–28–3 (54 KO)   | Estados Unidos                       |
| 1996        | Aaron Pryor                     | 39–1–0 (35 KO)     | Estados Unidos                       |
| 1997        | "Sugar" Ray Leonard             | 36–3–1 (25 KO)     | Estados Unidos                       |
| 1997        | Luis Manuel Rodríguez           | 107–13–0 (49 KO)   | Cuba                                 |
| 1997        | José Torres                     | 41–3–1 (29 KO)     | Puerto Rico                          |
| 1997        | Chalky Wright                   | 159–43–18 (82 KO)  | Estados Unidos                       |
| 1998        | Sammy Angott                    | 94–29–8 (22 KO)    | Estados Unidos                       |
| 1998        | Miguel Canto                    | 61–9–4 (15 KO)     | México                               |
| 1998        | Antonio Cervantes               | 91–12–3 (45 KO)    | Colombia                             |
| 1998        | Matthew Saad Muhammad           | 39–16–3 (29 KO)    | Estados Unidos                       |
| 1999        | Jimmy Bivins                    | 86–25–1 (31 KO)    | Estados Unidos                       |
| 1999        | Khaosai Galaxy                  | 47–1–0 (41 KO)     | Tailandia                            |
| 1999        | Lew Jenkins                     | 73–41–5 (51 KO)    | Estados Unidos                       |
| 1999        | Eusebio Pedroza                 | 41–6–1 (25 KO)     | Panamá                               |
| 1999        | Vicente Saldivar                | 37–3–0 (26 KO)     | México                               |
| 2000        | Ken Buchanan                    | 61–8–0 (27 KO)     | Escocia                              |
| 2000        | Jimmy Carter                    | 81–31–9 (32 KO)    | Estados Unidos                       |
| 2000        | Jeff Chandler                   | 33–2–2 (18 KO)     | Estados Unidos                       |
| 2000        | Bobo Olson                      | 97–16–2 (47 KO)    | Estados Unidos                       |
| 2001        | Ismael Laguna                   | 65–9–1 (37 KO)     | Panamá                               |
| 2001        | László Papp                     | 27–0–2 (15 KO)     | Hungría                              |
| 2001        | Willie Pastrano                 | 62–13–8 (14 KO)    | Estados Unidos                       |
| 2001        | "Sugar" Ramos                   | 55–7–4 (40 KO)     | Cuba · México                        |
| 2001        | Randy Turpin                    | 66–8–1 (45 KO)     | Inglaterra                           |
| 2002        | José "Pipino" Cuevas            | 35–15–0 (31 KO)    | México                               |
| 2002        | Jeff Fenech                     | 29–3–1 (21 KO)     | Australia                            |
| 2002        | Víctor Galíndez                 | 55–9–4 (34 KO)     | Argentina                            |
| 2002        | Ingemar Johansson               | 26–2–0 (17 KO)     | Suecia                               |
| 2003        | Fred Apostoli                   | 61–10–1 (31 KO)    | Estados Unidos                       |
| 2003        | Curtis Cokes                    | 62–14–4 (30 KO)    | Estados Unidos                       |
| 2003        | George Foreman                  | 76–5–0 (68 KO)     | Estados Unidos                       |
| 2003        | Nicolino Locche                 | 117–4–14 (14 KO)   | Argentina                            |
| 2003        | Mike McCallum                   | 49–5–1 (36 KO)     | Jamaica                              |
| 2004        | Azumah Nelson                   | 39–6–2 (28 KO)     | Ghana                                |
| 2004        | Carlos Palomino                 | 31–4–3 (19 KO)     | México                               |
| 2004        | Dwight Muhammad Qawi            | 41–11–1 (25 KO)    | Estados Unidos                       |
| 2004        | Daniel Zaragoza                 | 55–8–3 (28 KO)     | México                               |
| 2005        | Bobby Chacon                    | 59–7–1 (47 KO)     | Estados Unidos                       |
| 2005        | Duilio Loi                      | 115–3–8 (26 KO)    | Italia                               |
| 2005        | Barry McGuigan                  | 32–3–0 (28 KO)     | Irlanda                              |
| 2005        | Terry Norris                    | 47–9–0 (31 KO)     | Estados Unidos                       |
| 2006        | Michael Carbajal                | 49–4–0 (33 KO)     | Estados Unidos                       |
| 2006        | Humberto "La Chiquita" González | 43–3–0 (30 KO)     | México                               |
| 2006        | Edwin Rosario                   | 47–6–0 (41 KO)     | Puerto Rico                          |
| 2007        | Roberto "Manos de Piedra" Durán | 104–16–0 (69 KO)   | Panamá                               |
| 2007        | Ricardo "El Finito" López       | 51–0–1 (38 KO)     | México                               |
| 2007        | Pernell Whitaker                | 40–4–1 (17 KO)     | Estados Unidos                       |
| 2008        | Larry Holmes                    | 69–6–0 (44 KO)     | Estados Unidos                       |
| 2008        | Eddie Perkins                   | 74–20–2 (21 KO)    | Estados Unidos                       |
| 2008        | Holman Williams                 | 146–30–11 (36 KO)  | Estados Unidos                       |
| 2009        | Orlando Canizales               | 50–5–1 (37 KO)     | Estados Unidos                       |
| 2009        | Lennox Lewis                    | 41–2–1 (32 KO)     | Inglaterra · Canadá                  |
| 2009        | Brian Mitchell                  | 45–1–3 (21 KO)     | Sudáfrica                            |
| 2010        | Chang Jung-Koo                  | 38–4–0 (17 KO)     | Corea del Sur                        |
| 2010        | Danny Lopez                     | 42–6–0 (39 KO)     | Estados Unidos                       |
| 2010        | Lloyd Marshall                  | 70–25–4 (36 KO)    | Estados Unidos                       |
| 2011        | Julio César Chávez              | 107–6–2 (86 KO)    | México                               |
| 2011        | Kostya Tszyu                    | 31–2–0 (25 KO)     | Rusia · Australia                    |
| 2011        | Mike Tyson                      | 50–6–0 (44 KO)     | Estados Unidos                       |
| 2012        | Herbert Hardwick                | 176–56–10 (48 KO)  | Puerto Rico                          |
| 2012        | Thomas "Hitman" Hearns          | 61–5–1 (48 KO)     | Estados Unidos                       |
| 2012        | Mark Johnson                    | 44–5–0 (28 KO)     | Estados Unidos                       |
| 2013        | Arturo Gatti                    | 40–9–0 (31 KO)     | Canadá                               |
| 2013        | Virgil Hill                     | 49–7–0 (23 KO)     | Estados Unidos                       |
| 2013        | Yuh Myung-woo                   | 38–1–0 (14 KO)     | Corea del Sur                        |
| 2014        | Joe Calzaghe                    | 46–0–0 (32 KO)     | Gales                                |
| 2014        | Oscar De La Hoya                | 39–6–0 (30 KO)     | Estados Unidos · México              |
| 2014        | Felix Trinidad                  | 42–3–0 (35 KO)     | Puerto Rico                          |
| 2015        | Naseem Hamed                    | 36-1-0 (31 KO)     | Inglaterra                           |
| 2015        | Riddick Bowe                    | 43–1–0 (33 KO)     | Estados Unidos                       |
| 2015        | Ray Mancini                     | 29–5–0 (23 KO)     | Estados Unidos                       |
| 2016        | Héctor Camacho                  | 79–6–3 (38 KO)     | Puerto Rico                          |
| 2016        | Lupe Pintor                     | 56–14–2 (42 KO)    | México                               |
| 2016        | Hilario Zapata                  | 43–10–1 (15 KO)    | Panamá                               |
| 2017        | Marco Antonio Barrera           | 67–7 (44 KO)       | México                               |
| 2017        | Evander Holyfield               | 44–10–2 (29 KO)    | Estados Unidos                       |
| 2017        | Johnny Tapia                    | 59–5–2 (30 KO)     | Estados Unidos                       |
| 2018        | Vitali Klitschko                | 45–2 (41 KO)       | Ucrania                              |
| 2018        | Érik Morales                    | 52–9 (36 KO)       | México                               |
| 2018        | Winky Wright                    | 51–6–1 (25 KO)     | Estados Unidos                       |
| 2019        | Donald Curry                    | 34–6 (25 KO)       | Estados Unidos                       |
| 2019        | Julian Jackson                  | 55-6 (49 KO)       | Islas Vírgenes de los Estados Unidos |
| 2019        | Buddy McGirt                    | 73–6–1 (48 KO)     | Estados Unidos                       |
| 2020        | Bernard Hopkins                 | 55–8–2 (32 KO)     | Estados Unidos                       |
| 2020        | Juan Manuel Márquez             | 56–7–1 (40 KO)     | México                               |
| 2020        | Shane Mosley                    | 49–10–1 (41 KO)    | Estados Unidos                       |
| 2022        | Floyd Mayweather Jr.            | 50-0-0 (27 KO)     | Estados Unidos                       |

## "Old timers"
| - Lou Ambers - Fred Apostole - Baby Arizmendi - Abe Attell - Max Baer - Jim Barry - Benny Bass - Battling Battalino - Paul Berlenbach - James J. Braddock - Jack Britton - Panamá Al Brown - Tommy Burns - Tony Canzoneri - Georges Carpentier - Kid Chocolate - Joe Choynski - James J. Corbett - Young Corbett III - Johnny Coulon - Eugene Criqui - Les Darcy - Jack Delaney - Jack Dempsey - Jack (Nonpareil) Dempsey - Jim Driscoll - Jack Dillon - George Dixon - Johnny Dundee - Sixto Escobar |  | - Jackie Fields - Bob Fitzsimmons - Tiger Flowers - Joe Gans - Frankie Genaro - Young Griffo - Harry Harris - Pete Herman - Peter Jackson - Joe Jeanette - James J. Jeffries - Jack Johnson - Joe Lynch - Louis "Kid" Kaplan - Stanley Ketchel - Dixie Kid - Johnny Kilbane - Fidel La Barba - Sam Langford - George "Kid" Lavigne - Benny Leonard - Battling Levinsky - John Henry Lewis - Ted "Kid" Lewis - Benny Lynch - Sammy Mandell - Jack McAuliffe - Charles "Kid" McCoy - Packey McFarland - Terry McGovern | - Jimmy McLarnin - Sam McVey - Freddie Miller - Charley Mitchell - Owen Moran - Battling Nelson - Philadelphia Jack O'Brien - Billy Papke - Billy Petrolle - Willie Ritchie - Maxie Rosenbloom - Barney Ross - Tommy Ryan - Jack Sharkey - Tom Sharkey - Freddie Steele - Young Stribling - Charles "Bud" Taylor - Lew Tendler - Marcel Thil - Pancho Villa - Barbados Joe Walcott - Mickey Walker - Freddie Welsh - Jimmy Wilde - Jess Willard - Kid Williams - Harry Wills - Ad Wolgast - Midget Wolgast |

## Pioneros
| | | |
| - Barney Aaron - Caleb Baldwin - Jem Belcher - Ben Brain - Jack Broughton - James Burke - Arthur Chambers - Tom Cribb - Professor Mike Donovan - Paddy Duffy - Billy Edwards | - James Figg - Joe Goss - John C. Heenan - John Jackson - Tom Johnson - Tom King - Nat Langham - Jem Mace - Daniel Mendoza - Tom Molineaux - John Morrissey | - Henry Pearce - Hogan Kid Bassey - Jack Randall - Bill Richmond - Dutch Sam - Young Dutch Sam - Tom Sayers - Tom Spring - John L. Sullivan - Bendigo Thompson - Jem Ward |

## No participantes
| - Thomas S. Andrews - Ray Arcel - Bob Arum - Giuseppe Ballarati - George Benton - Jack Blackburn - William A. Brady - Humberto Branchini - Teddy Brenner - Amílcar Brusa - Bill Cayton - John Graham Chambers - Don Chargin - Stanley Christodoulou - Gil Clancy - James W. Coffroth - Irving Cohen - Cus D'Amato - Jeff Dickson - Arthur Donovan - John Sholto Douglas - Mickey Duff - Angelo Dundee - Chris Dundee - Don Dunphy - Dan Duva | - Lou Duva - Aileen Eaton - Pierce Egan - Jack Fiske - Nat Fleischer - Richard Kyle Fox - Dewey Fragetta - Don Fraser - Eddie Futch - Charley Goldman - Ruby Goldstein - Murray Goodman - W.C. Heinz - Joe Humphreys - Sam Ichinose - Jimmy Jacobs - Mike Jacobs - Jimmy Johnston - Jack Kearns - Don King - Tito Lectoure - A.J. Liebling - Lord Lonsdale | - Harry Markson - Arthur Mercante - Dan Morgan - William Muldoon - Barney Nagler - Gilbert Odd - Tom O'Rourke - Dan Parker - George Parnassus - Tex Rickard - Irving Rudd - Lope Sarreal - Budd Schulberg - George Siler - Sam Silverman - Jack Solomons - Sylvester Stallone - Emanuel Steward - Sam Taub - Herman Taylor - Lou Viscosi - Jimmy Walker - Al Weill |

## Observadores
| - Lester Bromberg - Jimmy Cannon - Ralph Citro - Jack Fiske | - Bill Gallo - Reg Gutteridge - W.C. Heinz - Jersey Jones - Harry Mullan | - Barney Nagler - Damon Runyon - Budd Schulberg - Bert Sugar - David Swanner |